# China Moses
Pour les articles homonymes, voir China et Moses.
China, de son nom entier China Moses, est une chanteuse et animatrice de télévision américaine, née le 9 janvier 1978 à Los Angeles en Californie. Anglophone et francophone, elle fut révélée grâce à son premier opus China, paru en 1997.
S’ensuivent les disques suivants : On tourne en rond (1999), Good Lovin (2004), This One's For Dinah (2009), Crazy Blues (2012) et Nightintales (2017).
Elle s’est également illustrée en tant que choriste, auteur, interprète, mais aussi featuring dans de nombreux projets.
Entre-temps, elle forme le groupe J-C-K en compagnie de K-Reen et Jalane, avec lesquelles elle interprète les titres : «Tout Ce Qu'On Veut» sur l'album Dimension de K-Reen en 2001, «On A Tous Péché»  sur son opus éponyme de Jalane en 2002 et «Le Mec Parfait», présent sur son disque Good Lovin' en 2004.
En parallèle de sa carrière, elle a participé aux productions filmiques : La Princesse et la Grenouille (2009), Battle of the Year (2013), Lolo (2015), Make It Soul (2018) et Les Méchants (2021).
Elle a été chroniqueuse pour Canal +, présentatrice radio et voix off pour la chaine télé BET France.

## Biographie

### Origines familiales et jeunesse
China Moses, fille de la chanteuse Dee Dee Bridgewater et du réalisateur Gilbert Moses, baigne dès son enfance dans le monde de la musique et du théâtre.

### Carrière
Particulièrement précoce, elle enregistre à l’âge de seize ans Time (1996), son premier single, qui fera l’objet d’un clip réalisé par Jean-Baptiste Mondino. Ce succès est conforté par les recueils « China » (1997), « On Tourne en Rond » (2000) et « Good Lovin’ » (2004) qui l’imposent comme une référence de la scène hexagonale du R’n’B[réf. nécessaire]. Pour ces albums, elle a travaillé avec le laboratoire de production suédois Breaking Bread et des personnalités comme DJ Mehdi, Diam’s, Karriem Riggins, Guru, Anthony Marshall, Mounir Belkhir ou encore l’ingénieur du son Bob Power.
Illustrant le dicton « Sharing is caring », elle aime partager sa passion de la musique en animant des émissions sur des chaînes musicales : MCM (1999-2001), MTV France (2004-2011). En 2011, elle intègre l’équipe de la 8e saison du Grand Journal sur Canal+ qu’elle quitte en juillet 2012. D'octobre 2011 à fin 2012, Jazz Radio lui confie les manettes de l’émission, « Made in China », quotidienne de 19h à 20h. Afin de gérer ses multiples activités d’entertainer, China a fondé en 2008 sa propre société de production MadeInChina Productions.
China Moses, choriste de la chanteuse Camille à l'époque, rencontre le pianiste Raphaël Lemonnier. Le courant passe et ensemble, ils créent le show « Gardenias For Dinah » en hommage à leur idole Dinah Washington, qui fera l’objet de l’album « This One’s For Dinah » paru en 2009 sur le label Blue Note et très apprécié par la critique.
Après une tournée internationale (Europe, Inde, Liban, Canada, Japon...), China Moses et Raphaël Lemonnier poursuivent leur collaboration en rendant hommage aux grandes chanteuses du blues et de la soul avec l'album « Crazy Blues » (MadeInChina Productions/Decca/UMG).
Dans le cadre du programme estival « Summer of Soul », Arte lui confie la présentation de l'émission « Soul Power in concert » en 2013.
Faisant suite à sa collaboration avec André Manoukian pour son album « So in love » en 2010 (Blue Note France/EMI), China Moses présente à l'automne 2013 un nouveau spectacle en duo piano-voix avec le musicien. Le spectacle tourne autour des torch songs tels que Don't let me be misunderstood, Lullaby of Birdland, I've got you under my skin. Elle fait également partie de l'équipe de « Cafe Society Swing », un spectacle écrit par Alex Webb et qui retrace les belles heures du club new-yorkais Cafe Society (en) des années 1940, devenu légendaire notamment pour sa lutte contre les inégalités raciales et où Billie Holiday a chanté Strange Fruit pour la première fois.

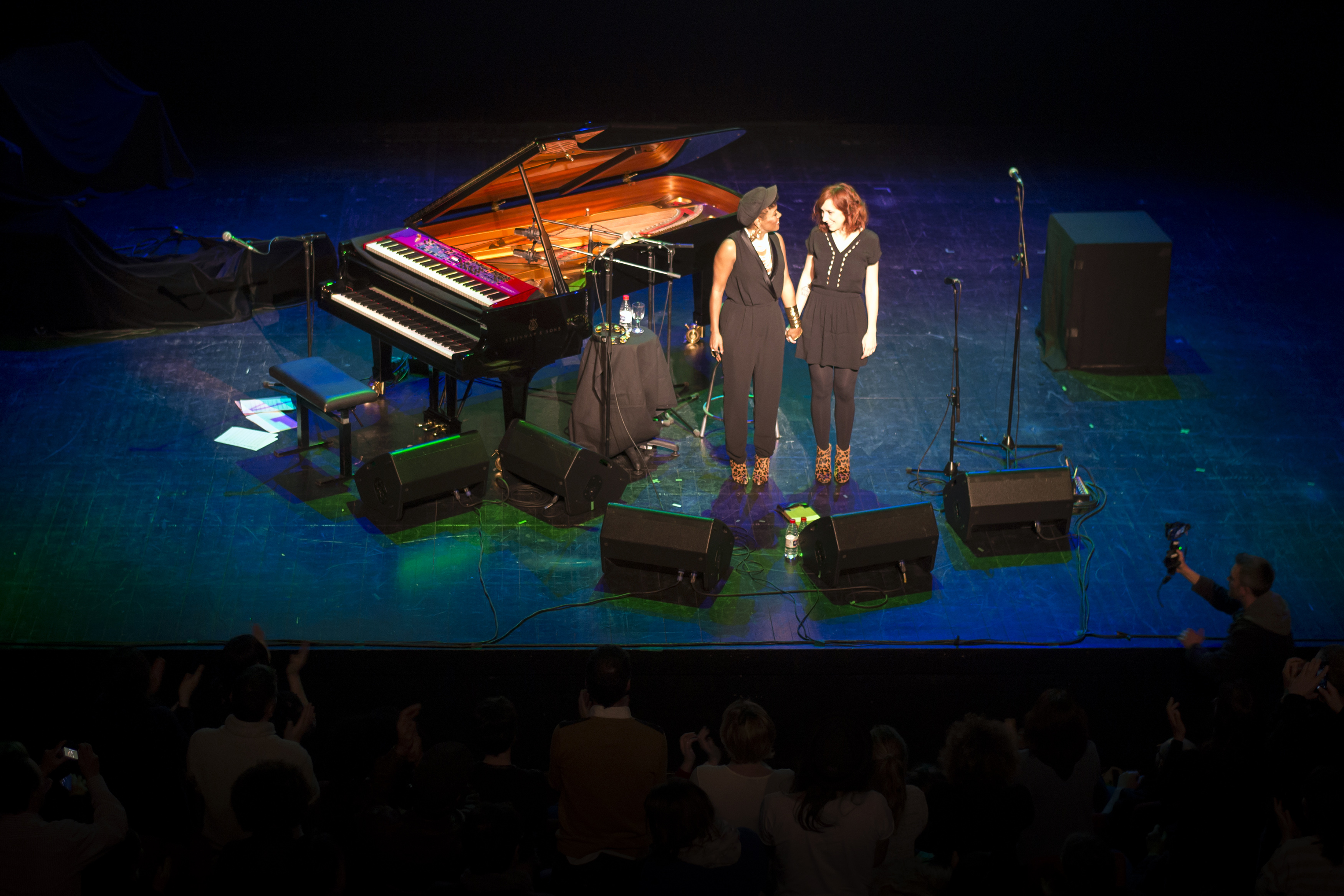
China Moses et Pénélope Bagieu sur la scène du théâtre d'Angoulême, janvier 2017.

Elle coprésente et chante pour le premier International Jazz Day à Paris à l'Unesco en 2012 et se produit régulièrement à l'Unesco US. Elle est également à l'origine d'un documentaire sur la première et la seconde édition du festival International Jazz Day à Paris en 2013. La même année, elle est conviée à participer au Young Leaders Program de la French American Foundation.
Elle a partagé la scène à plusieurs reprises avec sa mère Dee Dee Bridgewater, accompagnée d'orchestres tels que le Deutsches Filmorchester Babelsberg (en) et le WDR Big Band.
En 2015, elle incarne Pat, la maquilleuse Kabuki, dans le film Lolo de Julie Delpy.
À l'occasion du Festival d'Angoulême 2017, elle chante des standards de ses chanteuses préférées en compagnie de Pénélope Bagieu, chargée de dessiner ces icônes de la musique noire américaine le temps de la chanson. Le 31 mars 2017, elle publie l'opus Nightintales.
Le 25 juin 2017, China Moses s'est produite à Lviv (Ukraine) à «Alfa Jazz Fest 2017» (Leopolis Jazz Fest (uk)), le septième festival international de jazz, où la chanteuse a présenté un nouveau programme lié au lancement de son nouvel album « Nightintales ».
En 2018, elle prête sa voix au personnage de Gertrude Sanders dans le court-métrage d’animation Make It Soul de Jean-Charles Mbotti Malolo, qui est acclamé par la critique. Make It Soul est présenté le 14 juin 2018 au Festival international du film d'animation d'Annecy puis au Festival international du film court de LA et au Festival international du court métrage de Clermont-Ferrand. Arte diffuse le film dans le cadre de l'émission Court-circuit le 18 novembre 2018 pour la première fois.
En 2021, elle sera à l’affiche du film Les Méchants de Mouloud Achour et Dominique Baumard, qui comprendra également en vedettes : Mathieu Kassovitz, Samy Naceri, Pierre Palmade, Oxmo Puccino ou encore Alban Ivanov et Elie Semoun.
En 2022, elle narre le documentaire Sammy by Sammy, mes années 60, basé d'après la vie de Sammy Davis, Jr..

### Prises de position
Elle co-signe en mai 2019, parmi 1 400 personnalités du monde de la culture, la tribune « Nous ne sommes pas dupes ! », publiée dans le journal Libération, pour soutenir le mouvement des Gilets jaunes et affirmant que « Les gilets jaunes, c'est nous ».

## Discographie

### Albums
- 1997 : China (Source/Virgin)
- 2000 : On tourne en rond (Source)
- 2004 : Good Lovin (EMI)
- 2009 : This One's For Dinah (MadeInChina Productions/ Blue Note France/ EMI)
- 2012 : Crazy Blues (MadeInChina Productions / Decca/ Universal Classics and Jazz International)
- 2017 : Nightintales (MadeInChina Productions / MPS)
- 2021 : & The Vibe Tribe (MadeInChina Productions / MPS)
- 2025 : it's complicated... (MadeInChina Productions

### Compilations et participations

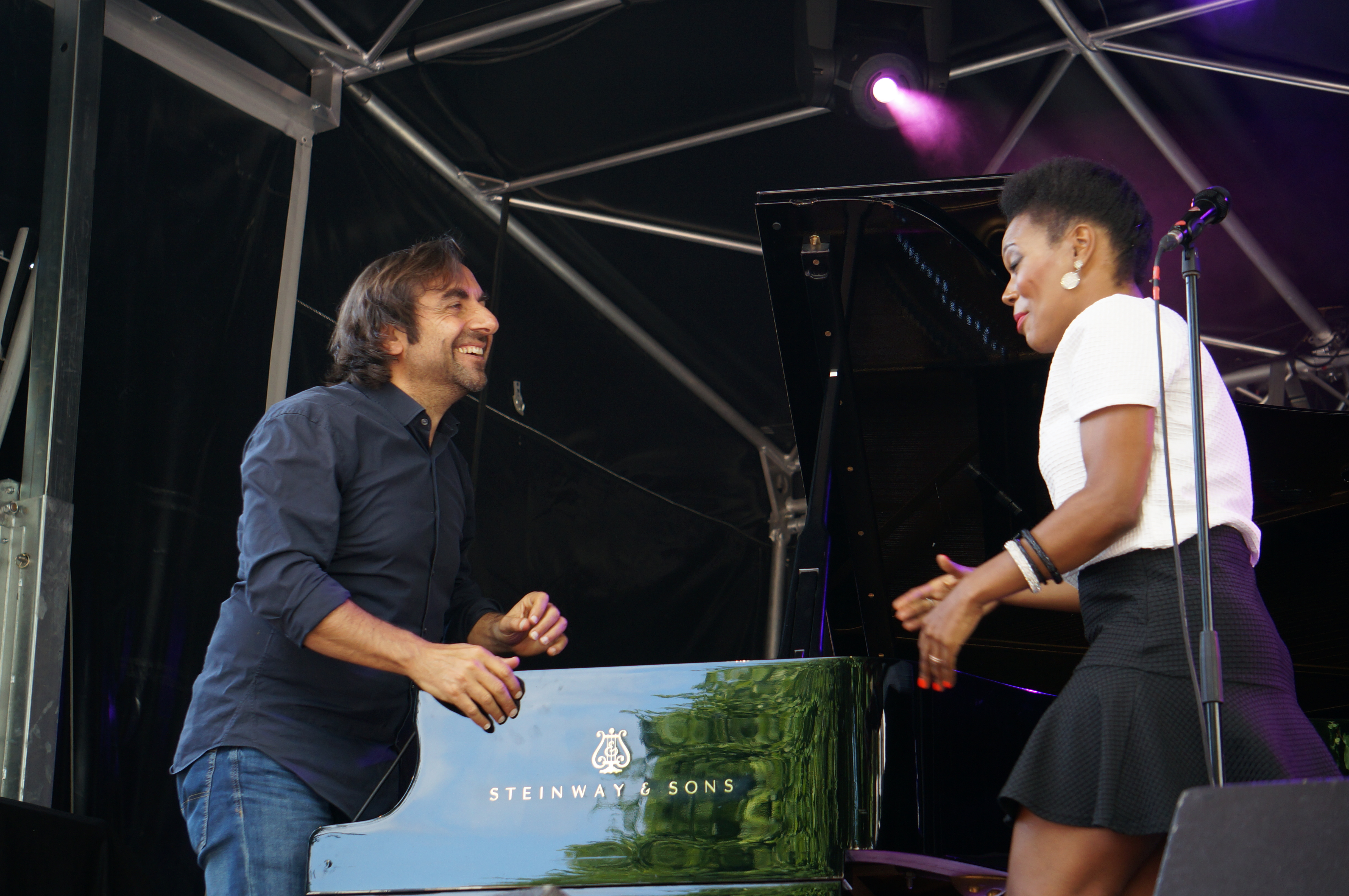
En concert avec André Manoukian.

- 1995 : Sol En Si (Solidarité Enfants Sida)
  - For your love (en duo avec Dee Dee Bridgewater, sa mère)
- 1996 : Fuis le lauss de Mafia underground
- 1997 : Rue Case-Nègres des Nèg'Marrons
  - Ménage à 4
- 1997 : Jazz à St-Germain
  - Lover man
- 1998 : Détournement de son de Fabe
  - Superstars, superheros
- 2000 : Loa Project Vol. 2 de DJ Cam
- 2000 : Les lascars contre le sida
  - Ton passé
- 2001 : Kimberlite
  - Tell me how much (en duo avec Will Roberson)
- 2001 : Supernova superstar de Sinclair
  - Qu'est-ce qui me pousse
- 2001 : Les Voix de l'espoir collectif féminin créé par Princess Erika
  - Que serais-je demain ?
- 2001 : Dimension de K-Reen
  - M'As Tu Vu (Chœurs)
  - Tout ce Qu'On Veut (en trio avec Jalane et K-Reen)
  - Oui-Non (Chœurs et écriture)
- 2002 : Jalane de Jalane
  - On a tous pêché (en trio avec Jalane et K-Reen)
  - Chéri (Chœurs)
  - Prise au piège (Chœurs)
  - Jalousie (Chœurs)
- 2003 : Bande originale du film Taxi 3
  - Vivre Sans Ça - China, Dadoo & Diam's
- 2003 : Flic$ & Hor$-La-Loi de Gomez & Dubois
  - Hôtel Commissariat
- 2003 : Brut de femme de Diam's
  - Évasion
- 2003 : Soulshine Vol 2 de DJ Cam
  - He's gone
- 2004 : Opinion Sur Rue
  - Je Veux Y Croire (feat K-Reen)
- 2004 : Honneur aux dames de Takfarinas
  - Sih sit
  - C'est l'amour
- 2005 : Peines de Maures de La Caution
  - Boite de Macs
- 2005 : Mr Freedom de Gabin
  - The Other Way Around
  - She's Still Watching Me
  - Thousand And One Nights
  - Just Be Yourself
- 2006 : Street Football sur l'album du dessin animé Foot 2 rue
- 2007 : Tribute to Polnareff
  - Lettre à France (en duo avec le Weepers Circus)
- 2010 : La Princesse et la Grenouille de Walt Disney : Tiana
- 2010 : Alpha Omega de Wayne Beckford (chante sur "Come On Over")
- 2010 : So In Love de André Manoukian
- 2010 : Alarash de Alarash
- 2013 : Swingin the Count de Cedric Caillaud Trio
  - Lil' darlin
- 2013 : Ikiz Checking In de Ikiz
  - Insanely

## Clips
- 1997 : Time réalisé par Jean-Baptiste Mondino
- 2000 : Être La Bas réalisé par Kool- Mangaa
- 2004 : Juste un mot
- 2004 : Ce Serait Si Simple réalisé par John Gabriel Biggs
- 2009 : Mad about the boy réalisé par Aurélien Poitrimoult
- 2009 : Dinah's blues]
- 2009 : Dinah's blues live
- 2009 : Fine Fine Daddy live produit par MadeInChina Productions
- 2013 : China Moses à l'International Jazz Day
- 2013 : Crazy Blues dirigé par Alastair "Gee- Lock" Christopher

## Voix off
- 2007 : Habillage sonore pour MTV France Channels
- 2012 : Publicité Levi's Go Forth 2012 France
- 2015-présent : Voix Off de BET France

## Doublage
- 2009 : La Princesse et la Grenouille : Tiana (version française)
- 2018 : Make It Soul : Gertrude Sanders (voix)
- 2019 : Le Roi lion : chanson L'Histoire de la Vie (version française)

### Actrice
- 1997: Moesha (série TV): Chyna 
  - Songs in the Key of Strife (1997)... Chyna
- 2013 : Battle of the Year avec Chris Brown : MTV France Host
- 2015 : Lolo : Pat, la maquilleuse Kabuki
- 2021 : Les Méchants : Vendeuse tacos
- 2022 : Sammy by Sammy, mes années 60 : Narratrice

### Autres
- Les Voix de l'espoir - Que Serais-Je Demain ? (2001)

## Comédienne

### Comédie musicale
- 2014 : Sally Bowles dans Cabaret de John Kander, Joe Masteroff, Fred Ebb. Mise en scène d'Olivier Desbordes, direction musicale Dominique Trottein. Première au domaine d'O à Montpellier, puis aux festivals de Figeac et de Saint-Céré, tournée dans toute la France et en Suisse[9]